# Kent Invicta Football League
La Kent Invicta Football League è stata una lega calcistica inglese nata nel 2011, ed ha cominciato nella stagione 2011-2012 e terminata con l'edizione 2015-2016. Si estendeva per la tradizionale contea inglese del Kent.

## Formazione
I negoziati per formare un nuovo Step 6 (livello 10 nella piramide calcistica inglese) è iniziata nel 2009 per fare promozioni e retrocessioni tra la Kent League (Step 5, ora Southern Counties East Football League) e la Kent County League (Step 7) più facile, in quanto non ci fosse stata una retrocessione della Kent County League per un certo numero di stagioni e promozioni erano stati infrequenti.

## Squadre per la stagione 2015-2016
- AC London
- APM Contrast
- Bearsted
- Bridon Ropes
- Crockenhill
- Eltham Palace
- FC Elmstead
- Forest Hill Park
- Glebe
- Gravesham Borough
- Kent Football United (ex Erith & Dartford Town)
- Lewisham Borough
- Lydd Town
- Meridian VP
- Orpington
- Phoenix Sports riserve
- Rusthall
- Seven Acre & Sidcup
- Sheppey United
- Sutton Athletic

## Albo d'oro
| Stagione  | Campione         |
| --------- | ---------------- |
| 2011-2012 | Bly Spartans     |
| 2012-2013 | Phoenix Sports   |
| 2013-2014 | Hollands & Blair |
| 2014-2015 | Hollands & Blair |